# Guadamanil
El Guadamanil, també anomenat Zaframagón, és un riu curt del sud d'Espanya, un afluent del riu Guadalporcún. El seu cabal màxim coincideix amb l'hivern i durant l'estiu està completament sec. Neix a uns 500 msnm, a la confluència d'una petita xarxa de rierols: Rierol de los Canutos, rierol del Jaral, a uns tres quilòmetres de la serra de las Lebronas (823 msnm), al terme municipal de Pruna, a la província de Sevilla. Transcorre durant vint-i-tres quilòmetres en direcció nord-est/sud-oest per un suau pendent en la seva major part pel terme d'Olvera, província de Cadis fins a vessar les aigües al riu Guadalporcún al nord del Peñón de Zaframagón, que posteriorment desemboca al Guadalete.